# Рудий Борис Іванович
Бори́с Іва́нович Руди́й (20 червня 1948, с. Кривовілька, Хмельницька область — 6 червня 2017, Тернопіль) — український скульптор. Член Національної спілки художників України (1989), мистецького гурту «Хоругва». Лауреат Тернопільської обласної премії імені Михайла Бойчука (1990).

## Життєпис
Борис Рудий народився 20 червня 1948 року в селі Кривовільці (нині Теофіпольська громада, Хмельницький район, Хмельницька область, Україна).
1981 року закінчив Вижницьке училище прикладного мистецтва. Від 1972 року жив і працював у Тернополі.
Помер 6 червня 2017 року в Тернополі. Залишилася дружина Ірина.

## Доробок
Творив у галузях станкової, монументальної і декоративної скульптури. У роботах він використовував метал, камінь, шамот та дерево. З того ж року представляв свої твори в Івано-Франківську, Дніпропетровську, Києві, Тернополі та Чернівцях.
У липні 2018 року посмертна виставка скульптора відбулася в Галереї Тернопільської обласної організації Національної спілки художників України. У жовтні того ж року митця посмертно вшанували персональною виставкою «Це моя дорога» в Національному музеї імені Андрея Шептицького у Львові.
Серед важливих робіт:
- «Флейтист» (1985), «Архітектор» (1986), «Двоє» (1988), «Звільнення» (1992), «Без нас» (1993), «Перехрестя» (1995), «Карпати» (2005);
- меморіальний комплекс «Молотківська трагедія» у с. Молотків Кременецького району (1985, співавтор);
- пам'ятники братам Михайлові і Тимофію Бойчукам у с. Романівка Тернопільського району (1992, бронза), Данилові Галицькому в Тернополі (2002, карбована мідь, архітектор Олександр Міщук);
- хрест скорботи на горі Лисоня (Тернопільський район), кам'яний хрест біля Кафедрального собору в Тернополі, композиція з каменя «Межа» (1989);
- автор іконостасів та розписів понад 20 храмів.

Окремі роботи зберігаються у фондах українських музеїв.